# Partido Comunista Obrero Español (1973)
Die Partido Comunista Obrero Español (deutsch: Spanische Kommunistische Arbeiterpartei), PCOE, ist eine kommunistische Partei in Spanien. Sie wurde 1973 von Enrique Líster (1907–1994) gegründet, der zuvor aus der Kommunistischen Partei Spaniens (Partido Comunista de España, PCE) ausgetreten war, in die er allerdings 1986 zurückkehrte.

## Geschichte
Zur Spaltung der PCE kam es als Ergebnis der Reformpolitik, auch Eurokommunismus genannt, der Parteiführung unter Santiago Carrillo (1915–2012). Listers Position, die die sowjetische Intervention in der Tschechoslowakei im Jahre 1968 befürwortete, fand nur bei einer Minderheit der Mitglieder der PCE Anklang. Die PCOE wurde am 31. Oktober 1977 legalisiert, was zeitlich mit der Ausstellung von Enrique Listers Pass für seine Rückkehr aus Moskau zusammentraf. In den darauf folgenden Wahlen konnte die PCOE keinen Sitz im Parlament erringen. In Katalonien ist die PCOE mit der Kommunistischen Arbeiterpartei von Katalonien (PCOC, katalanisch: Partit Comunista Obrer de Catalunya) verbunden.
Im April 1986 ging eine Minderheit von PCOE-Mitgliedern unter der Leitung des Generalsekretärs Enrique Lister wieder in die PCE zurück, nachdem Santiago Carrillo aus der PCE ausgeschlossen worden war.

## Aktuelle Situation
Die Partido Comunista Obrero Español unterhält Zellen in Madrid, Katalonien, Andalusien, Galicien, Kastilien, Aragonien und Extremadura. Bei den nationalen Wahlen 2015 und 2016 stellte sie nur in zwei Provinzen Kandidaten auf und erreichte in beiden Wahlgängen weniger als 2000 Stimmen (0,01 % auf Landesebene).

## PCOE 1921
Bereits im Vorfeld der Gründung der PCE kam es am 13. April 1921 zur Gründung einer sich ebenfalls PCOE nennenden Gruppierung. Diese bildete sich, nachdem die Spanische Sozialistische Arbeiterpartei (PSOE) sich der Internationalen Arbeitsgemeinschaft Sozialistischer Parteien anschloss und einige Mitglieder mit diesem Schritt unzufrieden waren, da sie stattdessen einen Beitritt zur Kommunistischen Internationale präferierten. Diese PCOE ging in der am 14. November 1921 gegründeten PCE auf.